# Gare d'Aldershot
La gare d'Aldershot est une gare ferroviaire à Burlington en Ontario, desservie par des trains de banlieue de GO Transit et des trains de voyageurs de Via Rail Canada. La gare dessert les quartiers d'Aldershot et de Waterdown. C'est la gare interurbaine la plus proche d'Hamilton.

## Situation ferroviaire
La gare est située à la borne 34,6 milles (55,7 km) de la subdivision Oakville du Canadien National, entre les gares de West Harbour et de Burlington. La subdivision Halton du CN relie la subdivision Oakville et Georgetown à l'est de la gare. La subdivision Dundas du CN relie les gares d'Aldershot et de London vers l'ouest. Pour les trains de la ligne Lakeshore West qui terminent leurs trajets à Hamilton GO Centre, la subdivision Oakville rejoint la subdivision Hamilton du Canadien Pacifique à la jonction Bayview, à l'intersection des trois des lignes ferroviaires les plus fréquentées du pays.

## Histoire
La gare d'Aldershot a été construite par le Great Western Railway en 1854 comme premier arrêt à l'est de la jonction Bayview vers Toronto. Il s'agissait d'une structure en bois simpliste composée d'équipements de base : une salle d'attente, une salle de fret et un bureau de chef de gare. Initialement, cette gare s'appelait Waterdown après Waterdown Road à proximité, bien qu'elle soit assez loin au sud de la communauté portant le même nom. Quelques décennies plus tard, en 1882, le Great Western a été fusionné avec le Grand Tronc.
L'ancienne ligne du Great Western passant par Aldershot, appelée à ce moment-là la division Great Western du Grand Tronc, était une artère majeure pour le trafic ferroviaire. En plus de nombreux trains de banlieue entre Toronto et Hamilton, plusieurs trains internationaux entre Toronto et les États-Unis passaient sur cette ligne. En 1896, le Toronto, Hamilton & Buffalo Railway a obtenu des droits de passage vers la gare Union de Toronto via la ligne du Grand Tronc, bien que ses trains ne se soient jamais arrêtés à cette gare en cours de route. Un bon nombre de ces trains utilisaient des locomotives et du matériel roulant de ses deux sociétés mères : le Canadien Pacifique et le New York Central Railroad.

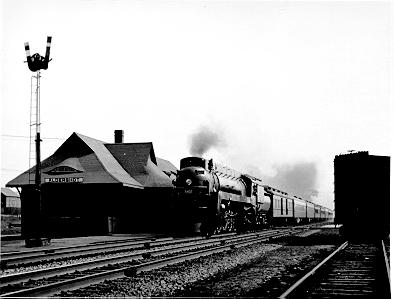
L'ancienne gare du Grand Tronc vers les années 1930

Le Grand Tronc a remplacé la gare d'origine au début des années 1900. Bien qu'elle ne suive pas une conception standard, elle a suivi de près les caractéristiques de conception d'autres gares du Grand Tronc à proximité construites à la même époque, notamment les gares de South Parkdale et de Dundas. Peu de temps après, en 1912, le Canadien Pacifique a construit sa propre gare à Waterdown et la gare du Grand Tronc a été renommée Aldershot pour se différencier. Un peu plus d'une décennie plus tard, en 1923, le Grand Tronc a été fusionnée avec le Canadien National.
La gare a connu une baisse du nombre de passagers après les années 1950, ce qui a mené la fermeture de la gare aux passagers en 1978 et la démolition de la gare peu de temps après dans les années 1980. Pourtant, sa démolition est principalement ce qui a conduit à la préservation de l'ancienne gare de Burlington. La gare actuelle de GO Transit a été mise en service en 1992, et elle est présentement desservie par GO Transit, Via Rail et Amtrak.
Un ajout d'une voix auxiliaire à la gare en 2021 a permis d'exploiter plus de trains vers Hamilton. En 2021, Metrolinx a lancé un service horaire toute la journée, tous les jours entre la gare de West Harbour à Hamilton et la gare Union de Toronto. Cette bonification de service a permis les passagers de gagner 20 minutes en prenant le train directement vers Hamilton, plutôt que de passer du train au bus à cette gare. Metrolinx prévoit à ajouter plus de voies auxiliaires sur la ligne Lakeshore West afin de prolonger la ligne vers la future gare de Confederation et bonifier le service vers la région de Niagara.

## Service des voyageurs

### Accueil
La billetterie de GO Transit est ouverte en semaine de 6 h à 20 h 45, les fins de semaine et jours fériés de 6 h 30 à 20 h 45. L'ambassadeur de la gare GO peut aider les clients à configurer un type de tarif ou à définir un trajet par défaut sur la carte Presto. Les clients disposent également d'options en libre-service, notamment l'achat d'un billet papier dans un distributeur automatique de billets, le chargement d'une carte Presto dans un distributeur automatique de billets compatible avec Presto, l'achat d'un billet électronique avec leur smartphone et le paiement au valideur avec une carte de crédit sans contact ou une carte Presto.
Aucune vente de billets de Via Rail et d'Amtrak n'est disponible à la gare et les voyageurs qui désirent acheter des billets doivent le faire en ligne, par téléphone, ou en personne dans d'autres gares avec personnel.
La gare est équipée d'une salle d'attente, des toilettes publiques, des téléphones payants, de la vente d'aliments et de boissons, de Wi-Fi. Le bâtiment voyageurs et les quais de trains sont reliés par un passage souterrain accessible avec des ascenseurs. Les quais sont munis d'abris de quais. Ainsi, 1 619 places de stationnement sont disponibles aux stationnements incitatifs au nord et au sud de la gare, avec une zone de covoiturage, des supports à vélo, et un débarcadère au stationnement sud.
Le quai et la boucle d'autobus sont situés au côté nord. Cette gare dessert les autobus régionaux de GO Transit vers Niagara Falls, Brantford et Hamilton, les autobus locaux d'Hamilton vers Waterdown, et de Burlington vers la gare de Burlington et le centre-ville d'Hamilton.

### Desserte
La gare dessert les trains de la ligne Lakeshore West toutes les 15 minutes aux heures de pointe, et toutes les 30 minutes hors pointe. Les trains en direction ouest terminent leurs trajets à cette gare, ou continuent vers Hamilton, West Harbour, ou Niagara Falls aux heures de pointe. En plus, trois trains en direction de Toronto, et trois vers Niagara Falls desservent la gare les fins de semaine et les jours fériés entre la Fête de la Reine et l'Action de grâce. Des autobus correspondants sont offerts vers Hamilton et Brantford pour les trains terminant à Aldershot. Tous les trains en direction est terminent à la gare Union de Toronto, la plupart d'eux continuant vers la gare d'Oshawa de la ligne Lakeshore East.
La gare dessert également les trains de Via Rail entre Windsor et Toronto. Le train Maple Leaf entre New York et Toronto a repris le service le 27 juin 2022, après deux ans de fermeture de la frontière canado-américaine en réponse à la pandémie.

### Intermodalité
Les passagers du train Lakeshore West en provenance de Toronto peuvent continuer leur trajet vers la gare d'Hamilton via la route 18 tous les jours. En semaine, certains autobus de la route 18 sont prolongés vers l'Université Brock, via la gare de West Harbour, Grimsby et la gare de St. Catharines. Tôt le matin et tard le soir, la route 18 sert également d'un bus de remplacement entre Toronto et Hamilton, qui s'arrête également à Aldershot. La route 15 dessert l'Université McMaster à Hamilton et le centre-ville de Brantford tous les jours.
À partir du 8 avril 2023, la nouvelle ligne de bus 17 Waterloo / Hamilton s'arrête à la gare d'Aldershot, reliant Hamilton, Guelph, Kitchener et Waterloo. La nouvelle ligne de bus circule toutes les heures du lundi au vendredi.
La route 18 Hamilton du Hamilton Street Railway relie la gare et le quartier Waterdown tous les jours. La route 4 Central de Burlington Transit dessert le terminus du centre-ville de Burlington, le Burlington Centre et la gare d'Appleby tous les jours. La route 87 North Service - Aldershot est un service de pointe qui dessert le parc industriel le long de North Service Road.
Deux stationnements incitatifs sont disponibles à la gare, un du côté nord et un du côté sud. Du côté sud, les passagers ont accès à un ascenseur pour descendre dans le tunnel au bout duquel se trouvent les quais 2 et 3. Du côté sud, les passagers doivent descendre et traverser un tunnel vers les quais 2 et 3 également. Ils sont tenus de prendre les escaliers. Ces stationnements incitatifs sont gratuits et partagés entre GO Transit et Via Rail.